# Arctic Circle – Der unsichtbare Tod
Arctic Circle – Der unsichtbare Tod (internationaler Titel Arctic Circle, finnischer Originaltitel Ivalo) ist eine finnisch-deutsche Fernsehserie von Hannu Salonen mit Iina Kuustonen als finnischer Polizistin Nina Kautsalo und Maximilian Brückner als deutschem Virologen Thomas Lorenz. Die Originalfassung wurde in zehn Folgen ab dem 21. Dezember 2018 auf der finnischen Streaming-Plattform Elisa Viihde veröffentlicht. Die Erstausstrahlung im ZDF lief in fünf Doppelfolgen ab dem 16. Februar 2020. Titelgebend für den deutschen Titel ist die englische Bezeichnung für den Nördlichen Polarkreis.

## Handlung

### Teile 1 und 2
In Ivalo im finnischen Teil Lapplands findet die Polizistin Nina Kautsalo auf der Suche nach Wilderern die fast erfrorene Prostituierte Evgenya in einem Keller des Hofbesitzers Elias Raunola. Bei einer Nachuntersuchung des Hauses stößt sie mit einem Kollegen auf zwei weitere tote Frauen im Eis. Bei den Opfern handelt es sich um russische Prostituierte, die mit mobilen Bordellen durch Lappland unterwegs waren. Es beginnt eine Fahndung nach dem Hofbesitzer Raunola, die zunächst erfolglos bleibt.
Nachdem sich herausstellt, dass im Blut der entdeckten Prostituierten ein tödliches Virus enthalten ist, das Missbildungen zur Folge hat, wird das ECDC eingeschaltet. Die Ermittlungen führen Nina Kautsalo zu Frauenhändlern und zum deutschen Virologen Thomas Lorenz. Das erste Opfer war mit dem Jemen-Virus infiziert, das bei Schwangeren zu Missbildungen des Kindes oder Fehlgeburten und zum Tod führt. In Jemen wurden ganze Dörfer durch das Virus ausgelöscht. Thomas Lorenz ermittelt zunächst allein und versucht Patienten in Lappland zu untersuchen und Infizierte zu finden. Dabei wird Nina Kautsalos Schwester Marita Kautsalo als Virenerkrankte erkannt und unter Quarantäne gestellt.
Als Raunolas Schneemobil verunfallt aufgefunden wird, wird offenbar, dass an dem Fall noch mehr dran ist. Der Wilderer Reidar Hamari, der eine weitere Prostituierte namens Irina gefangen hält, wird ermordet aufgefunden, worauf Nina Kautsalo eine Verbindung zwischen Reidar und Raunola vermutet. Im Rahmen der Ermittlungen stößt sie auf Arttu, Reidars Bruder, der sich verdächtig macht und über die Vorgänge mehr zu wissen scheint. Als Raunola überraschend in der Polizeistation auftaucht, kommt es zu einer gefährlichen Situation für Nina Kautsalo.

### Teile 3 und 4
Er bedroht sie zunächst, lässt sich dann aber überraschend festnehmen. Auf der Wache verlangt er Schutz für das Geständnis, getötet zu haben, will aber nichts Konkretes zugeben und mit den Entführungen nichts zu tun haben. Währenddessen versucht die gefangene Prostituierte auf dem Schrottplatz weiterhin verzweifelt, sich zu befreien und nicht zu erfrieren.
Unter dem Vorwand, auf Hepatitis zu testen, werden die Vorsorgeuntersuchungen ausgedehnt. Die getöteten Prostituierten werden positiv auf das Virus getestet. Zudem werden die Standorte der Prostituiertenbusse ausfindig gemacht und Personen befragt. Als Thomas Lorenz versucht, auch diese Prostituierten zu testen, interveniert ein Zuhälter, vernichtet Proben und wird festgenommen, kann dann aber entfliehen.
Nina Kautsalo wurde zwischenzeitlich vom Mordfall abgezogen, nach dem überraschenden Abgang eines russischen Ermittlers dann aber wieder beauftragt. Raunola bietet in einer weiteren Vernehmung an, alle Tötungen zu gestehen, nachdem Nina Kautsalo ihm nahegelegt hat, dass er in der U-Haft gefährdet sei und die Unterbringung in einer psychiatrischen Anstalt sicherer wäre. Nach einer Untersuchung ist Raunola überraschenderweise nicht mit dem Jemen-Virus infiziert, weswegen die Identität des Patienten Null wieder offen ist.
Arttu, der wachsende finanzielle Probleme hat, sucht auf der Suche nach gewilderten Fellen Reidars Schrottplatz auf, hat Mitleid mit der gefangenen Prostituierten, gibt ihr zu essen, befreit sie aber nicht, sondern betrinkt sich und entfernt sich wieder. Sie findet einen Nagel, mit dem sie beginnt, sich zu befreien.
Nina Kautsalo wird zunehmend mit privaten Problemen konfrontiert. Sie kümmert sich um ihre mit dem Down-Syndrom geborene Tochter Venla, die ihren Vater, Esko Kangasniemi, kennenlernen möchte. Esko hingegen will nichts von dem Kind wissen, bietet aber an, sich um seine Tochter zu kümmern, wenn Nina wieder Sex mit ihm hat. Nina lehnt zunächst empört ab. Als sie später Venlas wegen auf das Angebot zurückkommen will, stellt Esko es als einen Scherz dar.
Nina fühlt sich außerdem für ihre ältere Schwester Marita Kautsalo verantwortlich, die früher drogenabhängig war. Diese ist in ihrer Quarantäne unglücklich, entfernt sich unerlaubt und begibt sich auf eine Party, wo sie eine Bekanntschaft macht. Am Folgetag wird sie von Thomas Lorenz damit konfrontiert, dass sie ein Virus hat und dass die Krankheit nur dann nicht ausbricht, wenn sie nicht schwanger wird. Sie fertigt eine Liste mit ihren Liebhabern an, wobei offenbar wird, dass sie eine längere Affäre mit einem Nicolas Muscat hatte. Sie bricht mit Nina Kautsalo, weil diese ihr die Folgen des Virus verschwiegen hat.
Nina Kautsalo und Thomas Lorenz kommen sich bei den gemeinsamen Ermittlungen auch privat näher. Die Frau von Thomas Lorenz ist eifersüchtig und reist ihm nach. Dabei trifft sie beide zusammen an. Sie stellt ihn zur Rede. Nachdem sie zurück in Helsinki ist, reicht sie die Scheidung ein und fordert außerdem das alleinige Sorgerecht für die gemeinsame Tochter.
Nina Kautsalo wird nun offiziell dem Virenfall zugeordnet und vom Mordfall abgezogen, will aber weiter ermitteln, da sie Zusammenhänge sieht. Auch Thomas Lorenz, der vom Multimillionär Marcus Eiben, dem Vorstandsvorsitzenden eines Pharmakonzerns, finanziert wird, ist bemüht, die Untersuchungen auszudehnen. Er entdeckt den Geldgeber zufällig vor dem Hotel und spricht mit ihm, ohne den wahren Grund seines Aufenthalts zu offenbaren.
Dieser ist bezüglich der Haltung skeptisch und bespricht sich mit einem Kollegen. Es wird immer deutlicher, dass von dort aus Fäden im Hintergrund gesponnen werden und etwas vertuscht werden soll. Raunola wird bei der polizeilichen Überführung von Unbekannten befreit und entführt. Es wird offenbar, dass er beauftragt war, alle Prostituierten zu töten. Er wird gefoltert, nach seinem Wissen über die Polizei befragt und weiter gefangen gehalten.
Arttu taucht nach einem Streit mit seiner Frau wieder auf dem Schrottplatz auf, um sich der Prostituierten zu bemächtigen. Er betäubt und entführt sie in seinem Wagen. Sie kann sich aber befreien und fliehen, währenddessen sich seine Frau entscheidet, ihn anzuzeigen. Daraufhin entdecken Polizisten das Versteck und machen sich auf die Suche nach ihr.
Die Prostituierte trifft auf ihrer Flucht in der Dunkelheit auf ein Fahrzeug.

### Teile 5 und 6
Durch die Mithilfe von Arttus Frau erfährt Nina Kautsalo von einem Ferienhaus, in dem Arttu einst Hausmeister war. Dort angekommen können Nina Kautsalo und ein Kollege diesen auch überwältigen und die Prostituierte befreien, die er offenbar wieder aufgegriffen hat. Im weiteren Verlauf stellt sich heraus, dass diese das Virus nicht hat.
Allerdings kommt eine Schwangere ins Krankenhaus von Ivalo, wo Thomas Lorenz notgedrungen versucht, ihr Baby zu retten – doch es ist stark missgebildet und stirbt. Auch die Mutter stirbt bei der Geburt, und es stellt sich heraus, dass beide mit dem Virus infiziert sind. Der Ehemann hatte zuvor Kontakt mit Prostituierten. Das Ehepaar ist Mitglied der religiösen Gemeinschaft der Laestadianer, die jährliche Treffen in Lappland abhalten.
Ein Vorstoß von Thomas Lorenz, auch andere Mitglieder testen zu lassen, scheitert sowohl an der Haltung der Gemeinde als auch am Widerstand des Chefs von Nina Kautsalo, Reino Ylikorpi. Auch andere Verantwortliche im Umfeld des Gesundheitszentrum untergraben seine Bemühungen um Aufklärung.
Marita Kautsalo ist erneut aus der Klinik geflohen und hat die Nacht mit einem Unbekannten verbracht. Sie lässt sich zunehmend gehen und weigert sich, die Krankheit zu akzeptieren, weil sie keine Symptome zeigt.
Thomas Lorenz’ Ehefrau Gunilla Lorenz macht ihrem Anwalt Stenström gegenüber Andeutungen von angeblicher Vernachlässigung, sexueller Gewalt und Kontrolldenken ihres Mannes und will die Scheidung einreichen. Dieser verbietet Thomas Lorenz den Umgang mit seiner Tochter Hanna Lorenz.
Nina Kautsalo versucht Nicolas Muscat zu ermitteln, hat aber keinen Erfolg und macht sich Sorgen um die Infektion ihrer Schwester und ob sie selbst auch krank sein könnte, was von Thomas Lorenz verneint wird.
In Murmansk wird Raunola gefoltert und gezwungen, Lazar Cevikovic bei seinen Aktivitäten zu helfen, da er als Einheimischer unauffällig ist. Er erhält ein neues Schneefahrzeug und wird nach Finnland geschickt. Sein Sohn wird als Faustpfand verwendet.
Dubiose Personen um einen Marcus Eiben herum sprechen in einem unterirdisch gelegenen Bunker mit Videotechnik ihr weiteres Vorgehen ab. Die genauen Ziele bleiben weiterhin im Dunkeln.
Die Prostituierte Irina wird von Nina Kautsalo verhört. Nach anfänglichem Widerstand erzählt sie, dass sie in Murmansk als Partygirl einer russischen Jagdgesellschaft zu Willen sein musste. Ferner wurden sie und drei andere Mädchen auf einen Schrottplatz gebracht und nach und nach einzeln nach Finnland gebracht, um als Sexsklavinnen missbraucht zu werden. Sie identifiziert sowohl Raunola als auch einen der Männer aus dem Bunker als Täter. Es handelt sich um den Drahtzieher der Aktion.
Privat gerät Nina Kautsalo in ein immer größeres Gefühlschaos. Die Schulleiterin legt ihr nahe, ihre behinderte Tochter Venla auf eine andere Schule zu verlegen, wo sie „mehr Unterstützung“ erhalten kann. Nach einer Aussprache mit ihrer Schwester verbessert sich Nina Kautsalos Gemütszustand. Sie nimmt eine Einladung von Thomas Lorenz zum Essen an.
Obendrein wird der LKW von Nina Kautsalos Ex-Mann Esko Kangasniemi, der öfter Schnaps schmuggelt, von Grenzern kontrolliert und nach Ivalo umgeleitet, wobei entdeckt wird, dass er zwei weitere russische Prostituierte geladen hat.
Raunola kehrt auf den Schrottplatz zurück, wo er die letzte Prostituierte vermutet, findet aber nichts vor. Alle Frauen sind weg. Er macht sich auf die Suche nach ihnen.
Thomas Lorenz nimmt Kontakt zu seiner Tochter Hanna auf, da er die Scheidung verhindern möchte. Später trifft er Nina Kautsalo, um sie zum Essen abzuholen und ihr mitzuteilen, dass ihr Test negativ ist. Dabei macht er sich auch mit deren Tochter und Mutter bekannt. Bei einem Abendessen kommen sie sich näher und beginnen eine Affäre.
Die Prostituierte Evgenya wacht aus dem Koma auf und wird wenig rücksichtsvoll befragt. Im Schockzustand reagiert sie auf das Foto von Raunola. Panisch flüchtet sie aus der Klinik in Rovaniemi. Trotz des Einsatzes von Spürhunden und einer großangelegten Suche bleibt sie verschwunden. Sie irrt durch die Nacht.

### Teile 7 und 8
Die geflohene Prostituierte Evgenya Belova wird im Eis erfroren aufgefunden, womit sie nicht mehr gegen die Hintermänner aussagen kann. Die beiden Prostituierten, die Esko mitgebracht hat, werden nach Russland zurückgeführt, wobei der russische Kommandant seltsame Fragen stellt und Andeutungen macht.
Die Verhaftung von Nina Kautsalos Ex-Mann Esko Kangasniemi sickert durch und bringt Nina in Probleme, obwohl die Polizei keine richtigen Anhaltspunkte für eine Verwicklung in den Fall der versteckten Frauen hat und ihn für einen kleinen Ganoven hält.
Nina Kautsalo sucht im Haus des getöteten Reidar nach weiteren Beweisen. Dabei wird sie von Elias Raunola überrascht, der sie überwältigt, fesselt und schließlich das Haus anzündet. Nina Kautsalo kann sich aber aus dem brennenden Haus befreien. Danach versucht er im Krankenhaus von Ivalo die letzte der vier Prostituierten, Irina, zu ermorden. Thomas Lorenz kann eingreifen, aber nicht verhindern, dass sie lebensgefährlich verletzt wird. Auch Thomas Lorenz wird verletzt. Bei weiteren Versuchen, die Hintergründe aufzuklären und eine Zusammenarbeit mit den Russen zu erwirken, wird er von offizieller Seite behindert.
Marita Kautsalo ist beunruhigt über die Vorgänge im Krankenhaus und flieht erneut aus der Quarantäne. In ihrem Versteck bei Lana wird sie jedoch von Raunola entdeckt und überwältigt. Beim Versuch, sie zu entführen, kommt es zu einer Auseinandersetzung am Flughafen, bei der Raunola im Gerangel mit Nina Kautsalo in einen Eispickel fällt und stirbt, was von den Russen positiv aufgenommen wird. Man lässt sie auch in dem Glauben, Irina sei getötet worden. Nina Kautsalo bringt ihre Schwester zu Mutter Elina Kautsalo.
Marcus Eiben weiht Thomas Lorenz in die Hintergründe ein, um ihn für die Operation zu gewinnen: Während des Bosnienkrieges sollte eine Gruppe von infizierten Serben gezielt bosnische Frauen vergewaltigen und sie so mit dem Jemen-Virus infizieren, damit die Bevölkerung unter Umgehung offenkundiger Kriegsverbrechen dezimiert werden kann. Dies gelang jedoch nicht, weil der Krieg zu rasch endete. Soldat Lazar Cevikovic war der einzige Überlebende. Er ist Patient Null. Eine der von ihm vergewaltigten Frauen war Marcus Eibens Ehefrau. Als sie bei der Geburt starb, wurde das Virus entdeckt. Seither unternimmt Marcus Eiben alles, um Lazar Cevikovic zu finden.
Thomas Lorenz ist unsicher hinsichtlich der offenbarten Fakten, gibt diese aber indirekt weiter. Von offizieller Seite wird er zurückgepfiffen und auf lebenslange Verschwiegenheitsvereinbarungen hingewiesen. Zur Anhörung bezüglich des Sorgerechts um seine Tochter kommt er zu spät und damit wird sie seiner Frau Gunilla zugesprochen. Nach Intervention seiner Anwältin kann er seine Tochter noch einmal sehen und ihr erklären, dass er dringend fort muss.
Nina Kautsalo wird vom Leiter der Ermittlungen, Jaakko Stenius, beauftragt, die in einem Versteck untergebrachte Irina zu schützen, und er spricht ihr gegenüber von der Unzuverlässigkeit der Russen und einem möglichen Maulwurf in den eigenen Reihen.
Nina Kautsalos Tochter Venla kommt ins Krankenhaus, da sie plötzlich Blut hustet. Marita Kautsalo vermutet, dass sie Venla mit dem Jemen-Virus infiziert haben könnte. Eine Untersuchung zeigt, dass sie infiziert ist, obwohl sie keinen Blutkontakt zur Infizierten hatte. Das Virus ist mutiert und kann nun offenbar, ähnlich wie Herpes, leichter verbreitet werden. Die gesamte Familie kommt unter Quarantäne. Die Blutproben zeigen, dass Nina Kautsalo negativ ist. Sie wirkt auf Thomas Lorenz ein, seine Auftraggeber zu unterstützen. Dieser trifft sich mit Marcus Eiben, und alle beschließen in einer geheimen Aktion zusammenzuarbeiten. In einigen Tagen wollen sie nach Murmansk zu Patient Null.
Aus der Narkose erwacht, erinnert sich Irina an die Vorfälle in Murmansk und erzählt Nina Kautsalo von einem einsamen Anwesen am See und einem Konstantin Agapov, der die Partys veranstaltete. Dieser scheint mit Lazar Cevikovic identisch zu sein. Von Jaakko Stenius erfährt Nina Kautsalo von einer geplanten Razzia der Russen gegen Konstantin Agapov, der der dortigen Mafia angehören soll. Sie kann Thomas Lorenz unmittelbar informieren. In aller Eile wird umdisponiert.

### Teile 9 und 10
Die übergebenen Prostituierten scheinen alle in Russland zu verschwinden, daher ist der Erfolg des Kommandos von entscheidender Bedeutung für die Rettung aller. Thomas Lorenz und Nina Kautsalo treffen im unterirdischen Stützpunkt auf Marcus Eiben. Thomas Lorenz verdeutlicht, dass es ein Gegenmittel geben muss, welches das Kommando finden soll. Nina Kautsalo darf nach anfänglichem Widerstand mitkommen, es wird ihr aber kein Schutz gewährt, falls etwas schiefgehen sollte. Das Kommando macht sich auf den Weg und versucht auf Schneemobilen, Lazar Cevikovic aufzutreiben. Beim ersten Zusammentreffen mit dessen Bewachern kommt es zum Schusswechsel, bei dem es zahlreiche Tote gibt. Lazar Cevikovic war aber nicht in der Nähe, weil er eventuell gewarnt wurde. Auf Nina Kautsalos Betreiben soll er an einem anderen Ort aufgespürt werden, wo er seine Partys feiert. Dort überwältigt das Kommando zwei Bewacher. Durch Scannen eines Gesichts gelangen sie in ein Gewölbe mit medizinischer Ausstattung, in dem sie einen kleinen Sarg entdecken.
Sie treffen auf den trauernden Lazar Cevikovic, der ihnen eröffnet, dass er nur Befehle ausführte, als er vergewaltigte. Nina Kautsalo verhindert, dass er erschossen wird, und erfährt, dass auch Lazar Cevikovic durch das Virus zwei Kinder verloren hat und von dem Wissenschaftler Micic als Versuchskaninchen missbraucht wurde. Er versucht, Schutz für sich zu erlangen, indem er andeutet, dass Micic noch lebt und er der Einzige ist, der weiß, wo dieser sich aufhält. Er wird betäubt und mitgenommen. Nun hat man erstmals Proben eines Infizierten. In weiteren Gesprächen erfährt Nina Kautsalo von ihm, dass er die Prostituierten wissentlich den Russen überlassen hat, da sie zu viel wussten.
Nina Kautsalos Mutter hat das Virus nicht und kümmert sich um Venla. Als diese das Bewusstsein verliert, soll sie verlegt werden, weil sie eine Leberteiltransplantation benötigt. Es steht aber kein Spender zur Verfügung, da Nina Kautsalo nicht erreichbar ist. Esko Kangasniemi wird freigelassen und macht sich auf die Suche nach seiner Tochter Venla. Er erfährt von Venlas Problem und stellt sich als Spender zur Verfügung. Die Operation beginnt, gestaltet sich aber schwierig.
Thomas Lorenz erfährt über seine Anwälte, dass seine Frau Gunilla behauptet, er habe sie psychisch krank gemacht, während er vermutet, dass diese Krankheit bereits länger andauert. Er zweifelt über das weitere Verhältnis zu seiner Tochter.
Nina Kautsalo erfährt nun endlich von der Operation und entschließt sich, sofort aufzubrechen. Das Kommando wird aufgespürt und man teilt sich auf. Es folgt eine wilde Jagd mit den Schneemobilen, bei der Nina Kautsalo verunglückt. Thomas Lorenz hilft ihr und zu zweit fliehen sie vor den Russen. Als sein Schneemobil ausfällt, werden sie fast von den Russen aufgegriffen, erreichen aber knapp die rettende Grenze zu Finnland. Nina Kautsalo wird von ihrem Chef vermisst, weil sie abgängig ist.
Thomas Lorenz trägt die verletzte Nina Kautsalo weit über das Land durch den Schnee, bis sie auf ein Auto treffen. Sie wacht im Krankenhaus im Beisein ihrer Mutter auf und erfährt, dass Venla stabil ist. Ihrer Mutter verschweigen Thomas Lorenz und Nina Kautsalo die wahren Hintergründe ihrer Tour. Venlas Operation war schwierig, doch die akute Hepatitis scheint zunächst besiegt. Nina Kautsalo dankt Esko Kangasniemi für seinen Einsatz. Sie kommen sich emotional wieder näher.
Thomas Lorenz erfährt von seiner Tochter, dass sie ihn gerne sehen möchte, weil sie Angst vor der Mutter habe, doch er lehnt aus Sorge vor Komplikationen ab. Nach einem Gespräch mit Nina Kautsalo setzt er aber Prioritäten und will nach Helsinki. Auf seiner Fahrt dorthin erhält er einen Anruf von seiner Frau mit der Bitte, zurückzukommen.
Thomas Lorenz und Nina Kautsalo berichten ihren Auftraggebern, Marcus Eiben habe Lazar Cevikovic entführt und sie hätten nichts in der Hand. Umgekehrt scheint auch ihr Chef Informationen zurückzuhalten. Fakt ist aber: Sie haben nach wie vor keine Proben. Da erhält Thomas Lorenz einen Anruf von Marcus Eiben. Darauf bittet er Nina Kautsalo, ihm zu helfen. Im unterirdischen Labor bei Marcus Eiben untersucht er die Proben. Es kommt zum Showdown: Nina Kautsalo taucht auf und überwältigt einen der Wärter. Es kommt zu einer bedrohlichen Lage: Sie wollen unbedingt die Blutproben, doch Marcus Eiben droht mit der Sprengung des Labors. Er will mit Lazar Cevikovic zusammen sterben und keine Beweise zurücklassen. Kurz bevor alles explodiert, können Nina Kautsalo und Thomas Lorenz flüchten.
Am nächsten Tag wachen beide zusammen auf. Jaakko Stenius taucht auf und bietet Nina Kautsalo einen neuen Job als Schnittstelle zu den örtlichen Menschen in Lappland an. Auch ihr Kollege will kündigen und sie zweifelt über ihre mögliche Zukunft. Zunächst möchte sie sich um Venla kümmern, die weiterhin im Krankenhaus liegt.
Doch noch ist es nicht vorbei: Nina Kautsalo erhält einen Anruf, dass sie sich mit Nicolas Muscat am Flughafen treffen soll. Sie vermutet Lazar Cevikovic dahinter, doch am Flughafen meldet sich telefonisch Marcus Eiben, der offenbar überlebt hat und ihr erklärt, ihr eine zweite Chance geben zu wollen. Ein Hubschrauber landet, und sie erhält eine Kiste mit Blutproben, die sie zu Thomas Lorenz bringt. Als Venla überlebt, entscheidet sie sich für Lappland und das Angebot.

## Synchronisation
Die deutsche Synchronisation übernahm die Neue Tonfilm München. Dialogregie führte Ruth Deny.
| Rolle            | Darsteller           | Synchronsprecher       |
| ---------------- | -------------------- | ---------------------- |
| Nina Kautsalo    | Iina Kuustonen       | Vanessa Eckart         |
| Thomas Lorenz    | Maximilian Brückner  | Maximilian Brückner    |
| Marita Kautsalo  | Pihla Viitala        | Lea Kalbhenn           |
| Elina Kautsalo   | Susanna Haavisto     | Dorothea Anzinger      |
| Venla            | Venla Ronkainen      | Livia Reiter           |
| Niilo Aikio      | Janne Kataja         | Dominik Auer           |
| Jaakko Stenius   | Kari Ketonen         | Markus Pfeiffer        |
| Marcus Eiben     | Clemens Schick       | Clemens Schick         |
| Lazar Cevikovic  | Aleksandar Jovanovic | Aleksandar Jovanovic   |
| Gunilla Lorenz   | Maria Ylipää         | Sophie Rogall          |
| Esko Kangasniemi | Mikko Leppilampi     | Stefan Günther         |
| Irina            | Anna Ackerman        | Larisa Galiandin       |
| Reino Ylikorpi   | Taneli Mäkelä        | Jürgen Jung            |
| Raunola          | Jari Virman          | Josef Vossenkuhl       |
| Jens Mathiesen   | Joi Johannsson       | Philipp Moog           |
| Drako            | Chike Ohanwe         | Paul Sedlmeir          |
| Sanjay           | Raili Raitala        | Katharina Schwarzmaier |

## Produktion und Hintergrund
Die Dreharbeiten fanden vom 27. November 2017 bis zum 31. Mai 2018 statt, Drehorte waren Nord-Lappland, das Eismeer und Helsinki.
Produziert wurde die Serie von der finnischen Yellow Film & TV (Milla Bruneau) und der Bavaria Fiction (Moritz Polter). 2019 erwarb das ZDF die Ausstrahlungsrechte.
Für das Kostümbild zeichnete Susse Roos verantwortlich, für das Maskenbild Kaisa Pätilä und für das Casting Katri Aksola.

## Episodenliste

### Staffel 1
| Nr. (ges.) | Nr. (St.) | Deutscher Titel  | Originaltitel    | Erstausstrahlung Finnland | Deutschsprachige Erstausstrahlung (DE) |
| ---------- | --------- | ---------------- | ---------------- | ------------------------- | -------------------------------------- |
| 1          | 1         | Der Keller       | Kellari          | 21. Dez. 2018             | 16. Feb. 2020                          |
| 2          | 2         | Spuren im Schnee | Jäljet lumessa   | 21. Dez. 2018             | 16. Feb. 2020                          |
| 3          | 3         | Im Schneesturm   | Myrsky nousee    | 21. Dez. 2018             | 23. Feb. 2020                          |
| 4          | 4         | Auge um Auge     | Silmä silmästä   | 28. Dez. 2018             | 23. Feb. 2020                          |
| 5          | 5         | Gottes Wille     | Jumalan terve    | 28. Dez. 2018             | 1. März 2020                           |
| 6          | 6         | Das erste Opfer  | Ensimmäinen uhri | 28. Dez. 2018             | 1. März 2020                           |
| 7          | 7         | Die Jagd beginnt | Saalistaja       | 28. Dez. 2018             | 8. März 2020                           |
| 8          | 8         | Die Infizierten  | Taudinkantajat   | 4. Jan. 2019              | 8. März 2020                           |
| 9          | 9         | Folge 9          | Murmansk         | 4. Jan. 2019              | 15. März 2020                          |
| 10         | 10        | Folge 10         | Venla            | 4. Jan. 2019              | 15. März 2020                          |

### Staffel 2
| Nr. (ges.) | Nr. (St.) | Titel              | Erstausstrahlung Finnland | Deutschsprachige Erstausstrahlung (DE) |
| ---------- | --------- | ------------------ | ------------------------- | -------------------------------------- |
| 11         | 1         | Uusin poliisi      | 19. Dez. 2021             | –                                      |
| 12         | 2         | Keskellä ei mitään | 19. Dez. 2021             | –                                      |
| 13         | 3         | Saalis             | 26. Dez. 2021             | –                                      |
| 14         | 4         | Oikeus ja kohtuus  | 2. Jan. 2021              | –                                      |
| 15         | 5         | Syyllinen          | 2. Jan. 2022              | –                                      |
| 16         | 6         | Vanhemmat          | 2. Jan. 2022              | –                                      |

### Staffel 3
| Nr. (ges.) | Nr. (St.) | Titel            | Erstausstrahlung Finnland | Deutschsprachige Erstausstrahlung (DE) |
| ---------- | --------- | ---------------- | ------------------------- | -------------------------------------- |
| 17         | 1         | Paluu            | 4. Okt. 2023              | –                                      |
| 18         | 2         | Löytötavara      | 11. Okt. 2023             | –                                      |
| 19         | 3         | Piilossa         | 18. Okt. 2023             | –                                      |
| 20         | 4         | Sotku            | 25. Okt. 2023             | –                                      |
| 21         | 5         | Murto ja varkaus | 1. Nov. 2023              | –                                      |
| 22         | 6         | Julkistus        | 8. Nov. 2023              |                                        |

## Rezeption
Sabrina Lohninger schrieb in TV-Media, dass die Reihe mit faszinierenden Landschaftsaufnahmen und einem spannungsvollen Auftakt überzeuge. Die Aufregung flache schnell ab, die Geschichte nehme einige überflüssige Wendungen. Etwas Tempo hätte dem Krimi gut getan. Ihr Fazit: „Fernsehvergnügen für Nordic-Noir-Fans, die mit einer gemächlich dahinplätschernden Handlung kein Problem haben.“
Kathrin Hollmer befand in der Süddeutschen Zeitung, dass Arctic Circle schnell einen starken Sog entwickle, auch wegen der beeindruckenden Landschaft Lapplands. Die Synchronisation sei an manchen Stellen holprig, die Serie lebe von ihren starken Figuren. Die Kulisse erinnere an die britische Krimiserie Fortitude.
Tilmann P. Gangloff schrieb in der Stuttgarter Zeitung, dass die ersten beiden Folgen durchgehend fesseln würden, sich aber bei den weiteren acht Episoden eine gewisse Ermüdung einstelle. Einige Seitenstränge hätten sich zur Kürzung angeboten. Auf Dauer büßten selbst die Schneemobiltrips ihre Faszination ein, selbst wenn die fast schwarz-weiß wirkenden Landschaftsaufnahmen exquisit blieben. Gangloff sah Ähnlichkeiten mit Wind River (2017) von Taylor Sheridan. Für einen gewissen Reiz sorgten die rätselhaften Rollen, die Clemens Schick und Aleksandar Jovanovic spielen. Spannend werde die Serie erst wieder, als die beiden zu Hauptdarstellern würden.
Auch Kevin Hennings kritisierte auf DWDL.de die Synchronisation, „die der sonst absolut sehenswerten Produktion einfach nicht gerecht wird und zu oft Szenen ins unfreiwillig Komische driften lässt.“ Passend zu den Wochen, in denen das Coronavirus in China und auch das „Yaravirus“ in Brasilien für Schlagzeilen sorgten, decke die finnisch-deutsche Produktion das fiktive Jemen-Virus auf. Durch die zwei Storylines, die durch die toten Prostituierten und das freigesetzte Virus ausgelöst werden, unterscheide sich Arctic Circle von konventionellen Krimis. Hennings befand ebenfalls, dass die Erzählung etwas mehr Tempo vertragen könne.

## Auszeichnungen
Deutscher Hörfilmpreis 2021
- Auszeichnung in der Kategorie TV/Mediatheken/Streamingdienste[10]